# Landschaftsschutzgebiet Am Forstamt Sandhorst
Das Landschaftsschutzgebiet Am Forstamt Sandhorst ist ein Landschaftsschutzgebiet im Landkreis Aurich des Bundeslandes Niedersachsen. Es trägt die Nummer LSG AUR 00008.

## Beschreibung des Gebiets
Das 1969 ausgewiesene Landschaftsschutzgebiet umfasst eine Fläche von 0,09 Quadratkilometern und liegt nördlich der Straße Landratsholz. Westlich begrenzen der Habbackerweg und östlich die Dornumer Straße das Gebiet, das vollständig zur Stadt Aurich gehört. Inmitten des Landschaftsschutzgebietes liegen der Friedhof Sandhorst und das Schloss Sandhorst.
Das Landschaftsschutzgebiet ist ein siedlungsnahes und zum Teil feuchtes Kleingehölz mit Mischwaldcharakter mit westlich angrenzender Wallheckenlandschaft sowie einem alten Friedhof. Das Gebiet ist nach Erkenntnissen des Landkreises Aurich „Rückzugs- und Regenerationsraum angepasster Arten und Lebensgemeinschaften und ein landschaftsbildprägendes Strukturelement im Übergang von Siedlung zur freien Landschaft.“

## Schutzzweck
Genereller Schutzzweck sind der „Erhalt geesttypischer Landschaftsmerkmale sowie Sicherung seiner Strukturvielfalt und Förderung von Vernetzungselementen“ und die „Hervorhebung des heimatkundlichen Aspektes im Bereich dörflicher Siedlungen (Auricher Loogen) und traditioneller Landnutzungsformen.“